# Hala MOSiR im. Kazimierza Paździora
Hala MOSiR im. Kazimierza Paździora, dawniej Hala Broni – widowiskowo-sportowa hala w Radomiu, usytuowana na Plantach przy ulicy Narutowicza 9, bezpośrednio sąsiadująca ze stadionem Broni. Obecnie główny obiekt m.in. siatkarzy Czarnych Radom, koszykarzy HydroTrucka Radom, piłkarzy Radomiaka Radom i Broni Radom oraz pięściarzy BTS-u Broń Radom.
W 1996 roku rozpoczęto remont budynku, hali i zaplecza. Stara podłoga została zerwana i obniżona o 1,5 metra. Ułożono na jej miejscu wykładzinę syntetyczną „Pulastic 2000”. Prace remontowe przeszły również: dach, wejście główne, szatnie dla zawodników, pomieszczenia kawiarni oraz pokoje hotelowe.
Obiekt może pomieścić 1200 plastikowych krzesełek, a z rozkładaną trybuną – około 2500 widzów.
25 października 2010 nastąpiło nadanie hali imienia Kazimierza Paździora.